# Положај жене у средњовековној Србији
Положај жене у средњовековној Србији био је уређен законима, обичајним и световним правом. У зависности од друштвеног статуса и личне слободе које су поседовале, жене су могле да се нађу у различитим друштвеним улогама чинећи битан део друштва у животу Јужних Словена и касније Немањићке државе.

## Положај жене код Јужних Словена
Велики број правила која су се усталила у српском средњовековном друштву су потекла из обичајног права Јужних Словена, о њиховом праву и обичајима говорио је Псеудо-Маврикије у Стратегикону. Наиме, он је хвалио морал и приврженост јужнословенских жена које након смрти мужа пре бирају сопствену смрт вешањем него живот без њега.
Такође, Абу-Али Ахмед Омар Ибн-Даста говори о словенским женама 10. века, које себи наносе повреде у виду гребања лица и вађења очију од туге за својим мушким покојником. Мотив уништавања лица од туге такође можемо пронаћи и у лирским народним песмама, које су опевале догађаје сличне овом.

## Положај жене у грађанском праву
Право Немањићке државе није правило разлику у правној способности признавши је једнако и мушкарцима и женама. Наиме, старо српско право није познавало ограничења која би се могла наметнути женама те се слобода грађанске правне способности проширила и на пословну способност која, такође, није поседовала ограничења. Вид напредног положаја жене у средњовековној Србији долази до изражаја када га упоредимо са положајем жене у германском праву које је одузимало пословну способност женама постављајући им старатеља.
У средњовековној Србији, однос жене према пословној способности је био другачији - без обзира на пол, пунолетством се стицала и пословна способност. Постоје многе недоумице око година са којима су мушкарци и жене постајали пунолетни али је најзаступљеније мишљење да се пунолетство стицало заједно са спремношћу за брачни живот.

### Положај жене у брачном праву
У брачном праву средњовековне Србије заправо је било примењивано световно, законско и обичајно право.
Жичка хрисовуља је први законски акт који је својим члановима уредио обичаје при склапању и разводу брака. Наиме, Жичка хрисовуља је забранила брак са свастиком, који је био нормална појава у обичајима и свакодневици средњовековне Србије, али је такође и по Божијем закону забранила самовољан развод брака тј. пуштање жене у мушком случају и остављање мужа у женском случају, без икаквих пређашњих разлога и оправдања за развод..
На сам развод брака се различито гледало у зависности од тога која страна жели да прекине брак. Ако би мушкарац показао иницијативу за развод брака, тада би се кажњавао једном глобом са могућношћу поновног ступања у брак. На женину жељу за разводом брака се ипак гледало другачије, у овом случају, законодавац говори о нечувеној и несвакидашњој појави изазваној бесом и лудилом које није било у Божијој милости. Ипак, Жичка хрисовуља садржи казне за жену која је отишла од мужа у зависности од њеног имовинског стања. У једном случају, жена која би имала своје имање и поседовала имовину би се за развод брака кажњавала једном глобом попут мушкарца који би раскинуо брак. Други случај је говорио о жени која није имала никакву врсту имовине у свом поседу, та жена би била подређена дисциплинској власти свог мужа који је могао са њом да уради шта жели - да је истуче, прода или врати оцу.
Развод, ипак, није био превиђен свим слојевима становништва. Забележени случајеви развода су се углавном дешавали међу властелом и у владарским породицама.
Душанов законик нам даје две индиректне индикације на правни положај жене у браку. Члан 46. нам говори о слободи жене при коришћењу породичне својине тј. ослобађању отрока, приказујући нам равноправност жене са мужем и сином при располагању имовином.Члан 104. је ипак оштрији при правима жена забрањујући службеницима да жени доставе позив на суд, она је у обавези да пријави мужу долазак службеника који је желео да му достави поменути позив.

### Положај жене у породичном праву
Према пописима становништва вршеним за време владавине Немањића, жене у задругама нису улазиле у сам попис, бројали су се само мушки чланови задруге који су били правно и пословно способни.
Због разлика међу половима, створиле су се и разлике у вршењу послова у домаћинству који су се поделили на мушке и женске. Подразумевало се да су мушки послови они који су захтевали велику физичку снагу док су женама предавани нежнији послови за које је било потребно стрпљење и прецизност који нису захтевали одлазак од куће или физички напор. Жене су се бавиле вођењем породичног домаћинства, водиле су бригу о деци и обављале кућне послове у кући. Иако је подела међу пословима била стриктна, често се дешавало да баш жене учествују у пословима које задруга није предвидела за њих. 
На челу породичне задруге је поред домаћина стајала домаћица, углавном мајка или супруга домаћина, која се старала о економском добру домаћинства. Домаћици су биле подређене млађе чланице домаћинства за које је она била одговорна, које је одгајала и за које је доносила одлуке заједно са главом породице. 
Жене су у породичним задругама зависиле од мушкараца јер су им они пружали сигурност и олакшице у раду јер су на себе преузимали физички тешке послове, зато и ако се полном структуром налазила испод мушкарца, крајњу моћ жене у заједници одређивала је њена старосна доб.

### Положај жене у имовинском и наследном праву
Жене су у брак могле да унесу одређену личну својину тј. мираз којим је муж могао да управља али није могао да га користи као сопствену имовину те да поменутом имовином располаже правно или фактички. Ипак, жена која донесе мираз у брак поседује одређену количину личне слободе и сигурности у поређењу са женом која у брак није унела било какву врсту имовине.
Приликом наслеђивања, Душанов законик је властелинској кћери допустио да наследи одређена лична добра (свиту и бисерни појас) а у случају да не постоје мушки наследници који би могли да наследе непокретности и осталу имовину, законодавац чланом 48. имовину оставља ћерки властелина на вољу.

## Положај жене у статусном праву
Личну слободу жене средњег века ограничавао је тј. проширивао, поред мужа, њен сталешки статус. У зависности од свог друштвеног положаја, жена је могла поседовати имовину и руководити одређеним пословима у корист мужа и породице.
У средњовековном приморју, жене су чак могле имати и пословна занимања што је у остатку Србије било могуће једино ако је жена удовица без средстава за прехрану деце.
При раслојавању становништва које је узело маха још у доба насељавања Словена, жене у Србији су се могле поделити на две категорије. Прву категорију су чиниле жене које су биле у положају отрока тј. робиње и жене зависних сељака чија је лична слобода, попут личне слободе њихових мужева, зависила од господара. Ако је жена била отрок без обзира са ким би зачела дете, оно би се рађало у истом сталежу у којем би била мајка. Ропство које су чинили отроци је углавном било кућно ропство коме глава породице није могла да пресуди смртну казну. Другу категорију су чиниле жене које су поседовале личну слободу и углед, тој групи су спадале властелинке и градске жене. Ова група жена је била везана за градове где је учествовала у друштвеном животу уживајући у личним и економским слободама које су ипак биле ограничене. Удовице у градовима су припадале групи жена бољег сталежа јер их је Душанов законик ослободио обавезног рада и плаћања данка.
Властелинке су биле углавном учене и способне жене са великим утицајем, имале су могућност да по мужевљевом налогу обављају неке од његових послова. Пример послова које су могле да врше жене у име мужа налази се у Душановом законикупод чланом 46. На документима се жене ипак јављају као јемци и као дужници али никада као предузимачи у трговини.</ref>

## Жене у кривичном праву
Према Душановом законику, ако би себар присилио жену на сексуалне односе, казна би била одсецање обе руке и парање носа. Једнака је казна била и за властелина који би учинио недело над властелинком. Ипак, ако би себар одлучио да изврши злочин над властелинком, казна би била вешање. У случају властелина који силује сељанку, Душанов законик за њега није предвиђао казну, али је у обичајним правима одређених средњовековних држава постојао обичај да сељаци напусте имање властелина који је учинио кривично дело силовања, сматра се да се тај обичај практиковао и на нашим просторима али не постоје докази који би такво тумачење потврдили те српско средњовековно право не бележи казну за овај тип прекршаја.
Живот мајке, у српском средњовековном кривичном праву, је исте вредности као и живот оца: „Ко се нађе да је убио убио оца, или матер, или брата, или чедо своје, тај убица да се сажеже на огњу.”